# Rébellions et révolutions au Brésil
Cette page est une liste des principales rébellions et révolutions qui ont eu lieu au cours de l'Histoire du Brésil.

## Brésil colonial (1500–1822)
- Quilombo (De son apogée au milieu du XVIIe siècle jusqu'à l'l'abolition de l'esclavage)
- Conjuration Mineira (1789)
- La conspiration de Tailleurs (1798)[1]
- Révolution Pernambucana (1817)

## Empire du Brésil (1822–1889)
- Confédération de l'Équateur (1824)
- Révolte des Mercenaires (1828)
- Guerre des Farrapos (1835–1845)
- La révolte des Malês (1835)
- Sabinada (1837-38)[2]
- Cabanagem (1835–1840)
- Balaiada (1838–1841)
- Révolution praieira (1848)
- Émeute de la viande sans os (1858)
- Révolte de Quebra-Quilos (1874–1875)

## République (1889–present)

### 1repériode républicaine (1889-1930)
- Révolte de l'Armada (1891–94)
- Révolution fédéraliste (1893–95)
- Guerre de Canudos (1896-97)
- Révolte de la Vacina (1904)
- Révolte du fouet (1910)
- Guerre du Contestado (1912–1916)
- Grèves générales Anarchistes (1917–19)
- Révoltes de lieutenants (1922–1927)
- Révolte Paulista (1924)
- Colonne Prestes (1925–1927)
- La Révolution de 1930

### Ère Vargas (1930-1945)
- Révolte constitutionnaliste (Juillet-Octobre, 1932)
- Soulèvement communiste de 1935 au Brésil
- Soulèvement intégraliste (Mai 1938)

### 2epériode républicaine (1946-1964)
- Coup d'État brésilien de 1964

### Dictature militaire (1964-1985)
- Guérilla urbaine
- Guérillas rurales[3]
  - Caparaó guerrilla (1967)
  - Guérilla de l'Araguaia (1972-74)